# 一般意味論

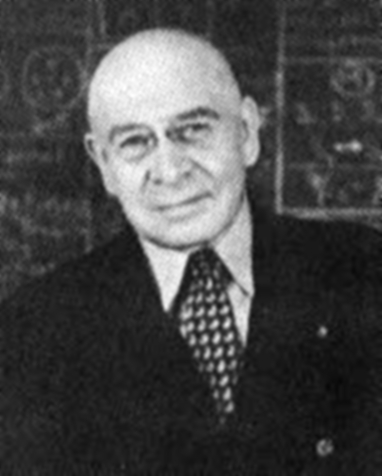
アルフレッド・コージブスキー

一般意味論（いっぱんいみろん、General Semantics）は、アルフレッド・コージブスキー（1879年 - 1950年）により1919年から1933年までの間に構築された教育的規範である。一般意味論は、言語学の意味論とは全く異なる。その名称は、コージブスキーが「意味反応」(Semantic Reactions)として研究していたものから来ている。意味反応とは、単に人間の作ったシンボル（言語）だけでなく、周囲の環境におけるあらゆる事象の意味に対する人体全体の反応を指す（訳注：たとえば、梅干を見て唾液が分泌されるような反応、すなわち条件反射も含む）。コージブスキーが人類の生存にとって最も有益であるとした意味反応のシステムを「一般意味論」と呼ぶ。
一般意味論の支持者はこれを精神衛生の形式と考え、自然言語に本来組み込まれている「観念化」の罠や常識による仮定を避ける手段を与えて明確かつ効果的に思考することを可能にするとしている。つまり、一般意味論は心理学と共通する部分もあるが明確な療法ではない。病を治すことよりも正常な個人の可能性を広げることに重きを置いている。
アルフレッド・コージブスキー自身によると、 一般意味論の主な目標はその実践者に「抽象過程への自覚」と彼が呼ぶものを展開することである。それは「地図と現地の違い」の自覚であり、言語などの表現方法によってどれだけの現実が破棄されているかということへの自覚である。一般意味論はこれを散発的に知識として理解するだけでは不十分としていて、「抽象過程への自覚」を常に持って反射的に実践することで完全な正気が達成されるとしている。
多くの一般意味論の実践者は、その技術を広告や政治や宗教による巧みに操作された意味論的歪曲に対する自衛手段と考えている。
哲学的には一般意味論は応用概念論とも言うべきもので、人間の感覚器や神経系や言語が人間の経験にフィルターをかける度合いを強調するものである。
一般意味論の最重要の前提は次のように簡潔に表現される。「地図は現地ではない。単語はそれが表す事象そのものではない。」アリストテレスは真の定義が事象の本質を表すとしたが、一般意味論はそのような本質を見つける可能性を否定する。

## 一般意味論体系の他の観点
様々な要素があるが、以下にあげる3つは特に重要である。
- 「時間結合」Time-binding：情報や知識を世代を超えて加速度的に伝達する人類の能力。コージブスキーはこの能力が人類特有のものであり、動物と人間を隔てている能力であるとした。動物も知識を伝えないわけではないが、人間のように加速度的な伝達はできない。動物は以前の世代と同じように行動するが、人間はかつて狩猟採集によって食料を得ていたのが、栽培や養殖を行っている。
- 「目標レベルにおける沈黙」Silence on the objective levels：単語はそれが表す事象そのものではないことから、コージブスキーは言語を用いないで内外の環境を経験することを重要視した。この訓練をしている間、実践者は外見上も内的にも物静かとなる。
- 仮定的属性による意味づけよりも関連する事実による拡張を重視する。

一般意味論の大部分は、現実のやりとりを妨げる精神的な性癖をやめるための訓練技術と覚え書きから構成される。3つの重要な覚え書きとして、「非A」Null-A、「非I」Null-I、「非E」Null-Eがある。
- 非Aとは「非アリストテレス」non-Aristotelianismである。一般意味論では現実が決して（アリストテレス的）二値論理で表現しきれないことを強調する。

- 非Iとは「非同一性」non-Identityである。一般意味論ではいかなる事象も同一ではないとし（測定限界を超えたところで異なっている可能性があるため）、「現在実行している分析の目的から見て十分類似している」と考えるのが好ましいとされる。

- 非Eとは「非ユークリッド」non-Euclideanismである。一般意味論では我々の宇宙がユークリッド幾何学では正確に説明できないことを強調する。

これらの覚え書きの根底にある目的は、現実の現地と我々の概念的地図をうまく対応させ、あらゆる地図に制限があることを思い出させることである。そういう意味では、非Aは単に哲学的なものを否定しているのではなく、非アリストテレス的論理の実践を意味している。コージブスキーはこれらがリンクしていると考えた。我々が影響しあう事象の複雑な性質は、本質や定義からの推論では手に負えないことが多い。そのことが不確実さを生むが、一般意味論では非アリストテレス的論理が有効とされる。

## コージブスキーの著書
コージブスキーの主な著書は『科学と正気』Science and Sanity, an Introduction to Non-Aristotelian Systems and General Semantics である(1933年)。最初の著書は時間結合の定義とその派生概念を説明した Manhood of Humanity である(1921年)。また、彼の文書をまとめた Alfred Korzybski Collected Writings 1920-1950 も後に出版された(1990年)。

## 歴史

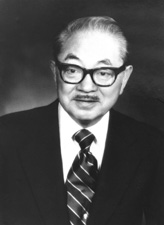
サミュエル・I・ハヤカワ

コージブスキーの有名な弟子サミュエル・I・ハヤカワは『思考と行動における言語』を書いた(1941年)。それより早い時期に出た一般意味論の書籍としてはスチュアート・チェースの The Tyranny of Words がある(1938年)。また、最近では2000年にスーザン・コディッシュとブルース・コディッシュによる Drive Yourself Sane がある。
一般意味論を広めるためにアメリカでは二つの組織が結成された。Institute of General Semantics （一般意味論研究所、1938年）と International Society for General Semantics （国際一般意味論協会、1943年）である。2003年、これらは合併して Institute of General Semantics と称し、テキサス州フォートワースに本部がある。また、ヨーロッパとオーストラリアにも一般意味論の組織がある。

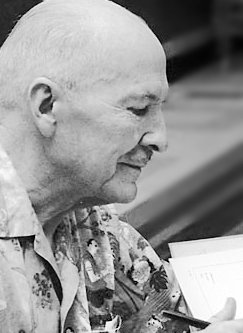
ロバート・A・ハインライン

1940年代から1950年代の間に、一般意味論はサイエンス・フィクションで使われ、特にA・E・ヴァン・ヴォークトやロバート・A・ハインラインの作品に登場し、特にヴォークトの作品のタイトルとして、一般には「非A」という言葉は知られている。一般意味論の考え方はSF界の知的道具の一部として一般化し、デーモン・ナイトなどがパロディを書くまでになった。その後もサミュエル・R・ディレイニーらが一般意味論を小道具として使っている。
1952年、マーティン・ガードナーは有名な著書 Fads and Fallacies in the Name of Science の中で一般意味論を疑似科学として批判した。また、サイエントロジーの創始者であるL・ロン・ハバードは、自身の仕事も部分的に一般意味論に基づいているとして反論したが、かえって迷惑がられた。
精神科医ダグラス・M・ケリーによれば、第二次世界大戦のヨーロッパ戦線での戦場ノイローゼの治療に米軍の軍医が一般意味論を利用したケースが7000件以上あるとしている。このことは『科学と正気』の第三版序文に引用された。神経言語プログラミングは一般意味論に負うところがあるという。
一般意味論は、心理学、人類学、言語学、および教育においていくらかの影響を及ぼし続けた。
2005年現在、一般意味論の評価はマーティン・ガードナーとL・ロン・ハバードが与えたダメージから回復する途上にある。

## 他の分野との関係
一般意味論は分析哲学や科学哲学と関連が深い。ルートヴィヒ・ウィトゲンシュタインやウィーン学団、初期の操作主義者やチャールズ・サンダース・パースなどのプラグマティストの思想は、一般意味論の基本的な考え方に顕著な影響を与えている。これらの影響の多くはコージブスキー自身によっても認識されている。
コージブスキーの「目標レベルにおける沈黙」という考え方や「抽象過程への自覚」という考え方は禅に似ている。コージブスキー自身が禅に言及することはないが、一般意味論が体系化されたのと同時期に英語圏で第一次禅ブームがあったことは確かである。
論理情動療法を発展させたアルバート・エリスが、一般意味論からの影響を認めている。

cf. 1) 認知的転換を含む心理療法との関連について
広義での心理療法は、｢思考･感情･身体(社会･実存を加えてもよい)」に関わる混乱を修復して現実の社会で生きていくことを支援する。そのうち特に｢思考」すなわち「考えるという機能」における混乱を是正することを試みる論理療法や認知療法を実施する際には、認知的転換に必要な｢正しい認識の仕方」についてのひな形を一般意味論が提起していることを自覚する必要がある。というのは、人間の認識システムそのものがかかえている本質的問題、すなわち「個別と抽象」の間の混乱が、来談者のみならず心理療法を行う側にも等しく起こりうるありふれた問題であるからである。
一般意味論では抽象の段階に関する考え方を｢構造微分 structural differential」と呼び、1)無限に変化する｢世界」から、2)感覚器官によって把握された外界の似姿、3)｢外界」として体験された事柄についての言語的記述、4)そうした言語的記述についての記述、というように当初の情報が段階的に縮退されていくことを指摘した。現在では認知心理学・認知科学的研究によりそうした縮退の様子が把握されているが、「元の世界についての認識」が、言語的に表現された「世界」についての認識へと縮退的にすり替えられていかざるを得ないという人間の認識能力の限界、そのことを明確に指摘した点に一般意味論の決定的な重要性がある。
｢空は青い」といったような言明そのものが、複数者の間でその意味が異なるという認識上の不定性のゆえに、心理療法の場に限らず、その話者にとっての(そのときの)意味を把握することに努力しなければならないこと。その際に、そうした言明のどこまでが｢事実性」に関わり、どこからが推測などの｢思い」や｢思い込み」であるかを分離すること。あるいは｢彼は何々障害である」といったような言明が、「類と個別」に関わる錯覚に見舞われ、｢何々障害であるから彼はしかじかである」といった後件肯定の誤りに陥らないようにすること等々。C.S.パースによる可謬主義(fallibilism)は、絶対的な真実や確実さはない以上、人は誤りを繰り返す中で漸進的に進んでいくとする立場であるが、一般意味論の構造微分の図式はそうしたパースの立場と結果的に重なり合うものと考えられる。
また構造微分の考え方から心理療法への決定的な示唆としては、「言葉で語ることのできない段階 unspeakable level」が存在するということである。「思考」｢認識」という世界とは異なる言語未然の｢体験の世界」の存在は、身体的で体験的な要素を含むヴィルヘルム・ライヒやアレクサンダー・ローウェンによる精神分析への身体的アプローチ、あるいはゲシュタルトセラピーや身体心理学・身体心理療法というアプローチの必然性の示す理論的根拠と考えることができる。
cf. 2)言語による束縛と脱却
一般意味論の関心は当時の二つの重大問題にどのように回答するかであり、その一つが、｢クレタ島人はウソつきである」といったように真偽が定まらない自己言及型パラドックスであり、もう一つは「どのような観測系でも光速は一定」という物理現象であった。前者についてはバートランド・ラッセルが階型理論によって｢自己言及を停止すればパラドックスに至らない」ことが示され、後者についてはアルベルト・アインシュタインが相対性理論によって「時間が伸び縮みする」という観点により把握された。コージブスキーにとってはそのいずれもが人間の言語的認識と思考の決定的な限界を示す事柄であり、前者はいわば、言葉の世界の中だけでの循環的参照関係の構造的｢欠陥」であり、後者は通常の感覚と認識が届かない彼岸が存在するという自戒だったといえる。
たとえば、禅問答における公案・｢隻手の声」(両手で叩くとぽんと音がする。片手でたたくとどんな音がするか)のように、認識の言語的循環からの脱却および思考する自分自身からの脱却などへと連なる問題意識を推測させる。
なお、構造微分が示すように、記述がその記述内容そのものを指し示す(言及する)という構造から自己言及型パラドックスが生まれるが、これが単なる論理的テーマには留まらず、統合失調症の発症に関わるメカニズムであるとグレゴリー・ベイトソンと考えダブル・バインド理論を提起した。二つの矛盾したメッセージ、たとえば｢来ることと来ないこと」を同時に実現させなくてはいけないような状態や、保護者からの｢勝手にしなさい」といった自己言及的パラドックスにさらされ続けると、統合失調症に見られるような日常的な思考行動の崩壊ないしは硬直や無反応という対処を生むとされた。
論理療法・認知療法は認知(人間の認識のあり方)の歪みが心理的問題の根底にあると捉えているが、一般意味論の見方では、それは特に神経症レベルにある人間に限定されることではなく、言語的に思考して認識する人間存在に根ざす基本的問題と考える必要がある。
(参考資料:葛西俊治『行動をソフトに科学する』青山社2002,「身体心理療法の基本原理とボディラーニング・セラピーの視点」札幌学院大学人文学会紀要2006)

## 批判
マーティン・ガードナーは、科学的手法によって独断的信念を確率に置き換えて判断を引き伸ばすという一般意味論のルールを一般意味論自体が破っていると提起しているように思われる。ガードナーはコージブスキーについて「アリストテレス的習慣と彼が呼ぶものを糾弾することに飽き足らないが、そのアリストテレス的といっているものはギリシャ人哲学者の思考方法とは何の関係も無い実体の無いものであった」と書いている。
非科学的性質の告発に対して、ブルース・コディッシュやケネス・G・ジョンソンのような一般意味論学者はコージブスキーの主張を支持する（と彼らが考える）科学的研究をいくつも指摘した。
マーティン・ガードナーらは「一般意味論の最終的な評論」としてマックス・ブラックのLanguage and Philosophy（言語と哲学）というエッセイを引用する。しかし、Kodishらはブラックの批判は『科学と正気』を誤解したことから生じていると主張している。

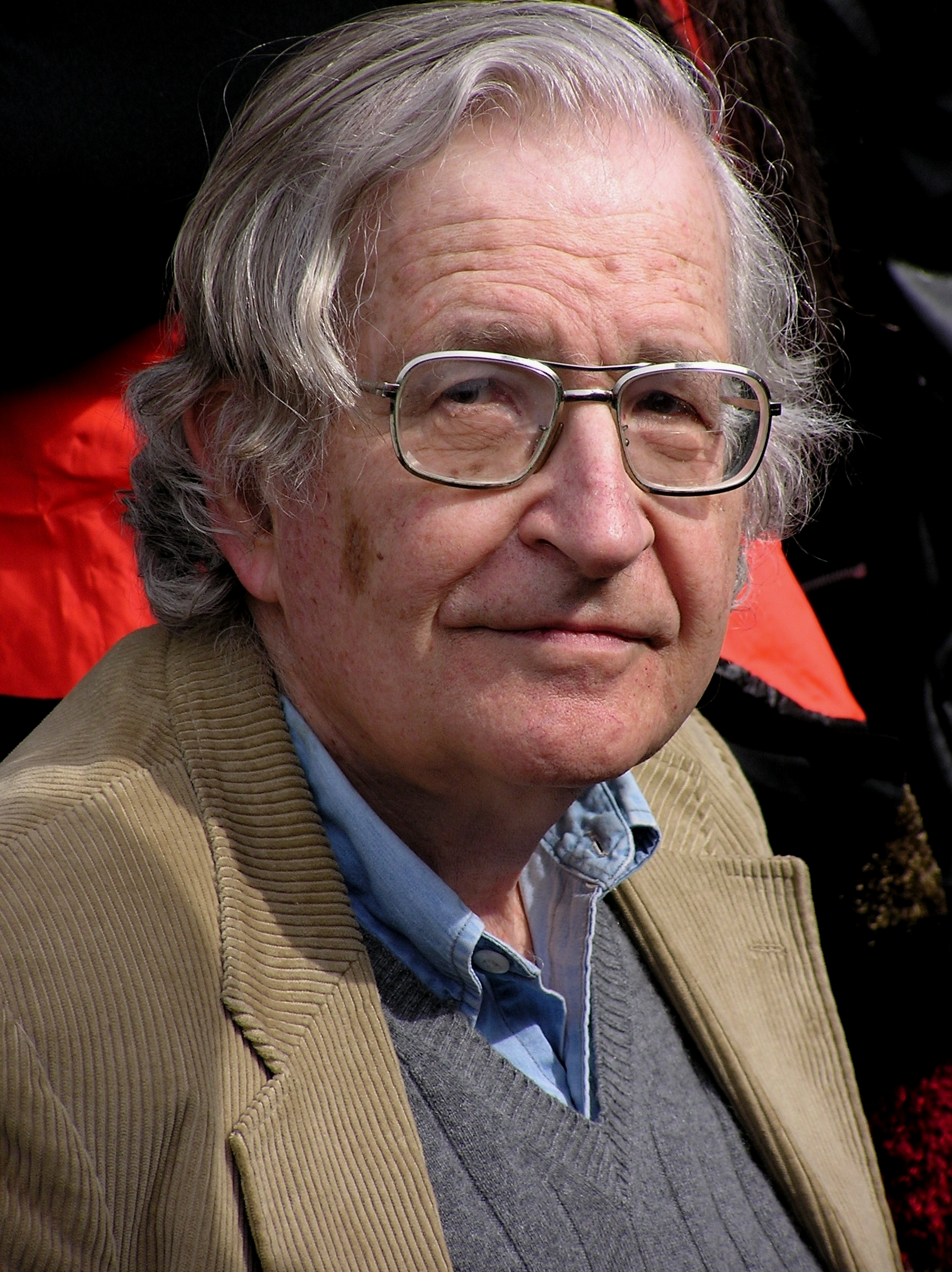
ノーム・チョムスキー

ノーム・チョムスキーは、コージブスキーの業績は「ほとんど生き残らない。何故なら重大な混乱に基づいているから」と言った。
チョムスキーはコージブスキーが動詞 "to be" を批判していること（be動詞を含む主張には言語構造上の混乱があり、深刻な過ちを引き起こす）にもコメントし、コージブスキーが考えを変えたように見えるとした（「地図は現地ではない」"the map is not the territory" というコージブスキーの言葉は同一性の否定（"is not"）であり、同一性の肯定（"is"）とは反対の神経言語効果を持つ。すなわちbe動詞の神経言語効果をコージブスキーが認めているように見える）。チョムスキーは言う。
チョムスキーは行動主義に一貫して反対の立場だが、コージブスキーが行動主義に信用を与えていることにも批判的であった。アナーキストでもあるチョムスキーはbe動詞の使用による誤解よりも社会権力の集中を問題にした。何故なら、そのような組織は特定の観点を押し付ける手段を持っていて、知覚に影響を与えるからである。権力は権力にへつらう人々を生むだけでなく、科学を利用することで大量破壊をもたらし、種を危険にさらす（核爆弾や短期的利益のために汚染や破壊をもたらす技術など）とチョムスキーは考えている。
しかし、コージブスキーが「神経言語学」と呼んだ観点は、20世紀初期の神経学者 Russell Meyers や C. Judson Herrick に受け入れられた。行動主義の科学者 W. Horsley Gantt も同様で、コージブスキーの条件反射に関する議論を「深く、正確」であると評した。コージブスキーは批判者が彼の言ったこととその解説を混同していると感じていた。彼はEプライム（be動詞を省いた人工的な英語）で次のように言っている。私は、私が言ったことを言った。私が言っていないことは、私は言っていない。（"I said what I said. I did not say what I did not say."）ただしこの日本語訳は「は」と「が」を使い分けることにより、まともな文に見えてしまうようになっている。原文にはそのようなニュアンスは無い。